# Il trucco c'è
Il trucco c'è è stato un programma televisivo italiano, andato in onda dal 23 ottobre 1999 al 2003 su Rete 4 per quattro stagioni.

## Il programma
Il programma, della durata di circa un'ora e in onda ogni sabato pomeriggio inizialmente alle 18.00 e in seguito alle 17.00 su Rete 4, era condotto da Rita dalla Chiesa che in ogni puntata intervistava personaggi dello sport, dello spettacolo e del cinema facendo loro domande anche sulla vita privata.
La trasmissione veniva registrata in un camerino, davanti a una telecamera dietro la quale era celata la telecamera che riprendeva l'intervista; questo permetteva all'ospite di non sentirsi osservato e di entrare così in maggiore confidenza con la conduttrice. Durante l'intervista, il creatore d'immagine Diego Dalla Palma dava consigli estetici all'ospite della puntata.
Suscitò particolare interesse la puntata in cui fu intervistato Gianfranco Funari, che per mostrare la sua forma fisica si tolse la camicia durante la trasmissione.